# Campeonato Tocantinense de Segunda División
El Campeonato Tocantinense de Fútbol de Segunda División es la división de ascenso al Campeonato Tocantinense de Fútbol. Se disputó por primera vez en 2009. El Bela Vista  es el vigente campeón de la competición.

## Equipos participantes 2024
- Batalhão
- Interporto
- São José
- Alvorada
- Araguaia
- União de Palmas
- Taquarussú
- Arsenal
- Araguacema
- Bela Vista
- Colinas
- Guaraí
- Sparta

## Títulos por equipo
| Equipo                   | Títulos        | Subtítulos           |
| ------------------------ | -------------- | -------------------- |
| Tocantins de Miracema    | 2 (2013, 2015) | 2 (2020, 2022)       |
| Araguaína                | 2 (2012, 2017) | 2 (2013, 2023)       |
| Guaraí                   | 2 (2010, 2014) | 0                    |
| Gurupi                   | 2 (2020, 2022) | 0                    |
| Capital                  | 1 (2019)       | 1 (2015)             |
| Batalhão                 | 1 (2023)       | 1 (2024)             |
| Bela Vista               | 1 (2024)       | 1 (2021)             |
| Sparta                   | 1 (2016)       | 0                    |
| Atlético Cerrado         | 1 (2018)       | 0                    |
| Tocantins                | 1 (2011)       | 0                    |
| Interporto               | 1 (2009)       | 0                    |
| União Carmolandense      | 1 (2021)       | 0                    |
| Palmas                   | 0              | 3 (2010, 2012, 2017) |
| Colinas                  | 0              | 2 (2011, 2016)       |
| São José                 | 0              | 1 (2009)             |
| Paraíso                  | 0              | 1 (2014)             |
| Força Jovem              | 0              | 1 (2018)             |
| Nova Conquista/Miranorte | 0              | 1 (2019)             |

1. ↑  Ricanato Futebol Clube al ascender a la Primera División de 2016, cambió su nombre a Capital Futebol Clube .
2. ↑   Paraíso Esporte Clube se llamaba Intercap Esporte Clube.

## Goleadores
| Año  | Jugador           | Equipo                                              | Goles |
| ---- | ----------------- | --------------------------------------------------- | ----- |
| 2009 | Rubsen            | Interporto (Porto Nacional)                         | 8     |
| 2010 | Kássio            | Guaraí (Guaraí)                                     | 12    |
| 2011 | Oliveira          | Colinas (Colinas do Tocantins)                      | 9     |
| 2012 | Hismaik           | Força Jovem (Lavandeira)                            | 11    |
| 2013 | Lourival          | Tocantins (Miracema do Tocantins)                   | 20    |
| 2014 | Renatinho         | Guaraí (Guaraí)                                     | 15    |
| 2015 | André Leonel Gean | Ricanato (Guaraí) Tocantins (Miracema do Tocantins) | 9     |
| 2016 | Jean              | Sparta (Araguaína)                                  | 11    |
| 2017 | Matheus Oliveira  | Palmas (Palmas)                                     | 12    |
| 2018 | Matheus Oliveira  | Força Jovem (Lavandeira)                            | 7     |
| 2019 | ?                 | ? (? )                                              | ?     |
| 2020 | Tety Tozin        | Gurupi (Gurupi) Gurupi (Gurupi)                     | 4     |
| 2021 | Arnaldo           | Bela Vista (Cachoeirinha)                           | 5     |
| 2022 | Nona Tozin        | Tocantins (Miracema do Tocantins) Gurupi (Gurupi)   | 5     |
| 2023 | Tony Love         | Batalhão (Palmas)                                   | 10    |
| 2024 | Rodolfo           | Batalhão (Palmas)                                   | 13    |